# 大谷紝子
大谷 紝子（おおたに きぬこ、1893年5月15日 - 1974年4月1日）は、大谷光明の妻。公爵・九条道孝の5女。貞明皇后の妹。子に大谷光照ら。昭和天皇の叔母にあたる。
東京出身。学習院女学部中退。1910年（明治43年）に大谷光明と結婚。浄土真宗本願寺派大裏方となる。西本願寺仏教婦人総連盟総裁。1923年（大正12年）、東京・上野に婦人職業指導館を設立。京都女子大学や武蔵野女子短期大学の名誉学長を務めた。1974年（昭和49年）、死去。80歳没。